# Tobaru
El mont Tobaru, també conegut com a mont Lolodai és un estratovolcà format per andesita que es troba a l'illa de Halmahera a Indonèsia. El seu cim s'eleva fins als 1.035 msnm. Es desconeix quan va tenir lloc la darrera erupció.